# Hans-Joachim von Mellenthin
Hans-Joachim Wilhelm Ernst von Mellenthin (* 25. März 1887 in Schivelbein/Hinterpommern; † 12. Juni 1971 in Kiel) war ein deutscher Marineoffizier und U-Boot-Kommandant, der während des Ersten Weltkriegs Schiffsraum von über 170.000 BRT versenkte. Nach dem Krieg war er Viehzüchter und Kaffeepflanzer.

## Leben
Er stammte aus der alten pommerischen Offiziersfamilie von Mellenthin. Sein Vater Anton von Mellenthin war preußischer Kreisrichter, der am 24. Oktober 1879 Antonie Hackert heiratete. Hans-Joachim von Mellenthin selbst ehelichte Sophie von Boddien, die eine Tochter, Gottliebe von Kalnein, mit in die Ehe einbrachte.
Hans-Joachim von Mellenthin trat am 1. April 1906 als Seekadett in die Kaiserliche Marine ein. Zu Beginn des Ersten Weltkriegs war er Lehrer bei der I. Torpedo-Division. Er wurde dann am 23. August 1914 zur Osmanischen Marine nach Konstantinopel abkommandiert und war ab 6. September 1914 Torpedooffizier auf dem Torpedokreuzer Berk-i Satvet. Mit diesem beteiligte er sich am 29. Oktober 1914 an der Beschießung des russischen Schwarzmeerhafens Noworossijsk, wobei mehrere russische Schiffe und die britische Friederike beschädigt wurden, sowie danach an der Sicherung von Truppentransporten nach Trabzon. Nachdem sein Schiff am 2. Januar 1915 auf eine russische Seemine gelaufen war und dadurch zu Reparaturzwecken längere Zeit außer Dienst gestellt werden musste, wurde Mellenthin Kommandant eines türkischen Torpedobootes.
Ab August 1915 erhielt er seine Kommandierung zur U-Boot-Ausbildung in der U-Boots-Schule auf SM UB 11 und wurde am 13. Juli 1916 zum Kapitänleutnant befördert. Am 29. August 1916 übernahm er das neue U-Boot SM UB 43, mit dem er auf sieben Fahrten 19 Schiffe versenkte. Dieses Kommando übergab er am 8. April 1917 an seinen Nachfolger und übernahm dafür am 28. Juni 1917 das neue und größere Boot SM UB 49 auf der Werft Blohm + Voss in Hamburg. Mit diesem Boot verlegte er ins Mittelmeer und versenkte dort auf sieben Feindfahrten weitere 39 Schiffe. Mellenthin wurde am 25. Februar 1918 mit dem Orden Pour le Mérite ausgezeichnet. Das Kommando über SM UB 49 gab er am 12. Juni 1918 ab und übernahm dafür am 31. August 1918 den neuen Minen-U-Kreuzer U 120. Dieses Boot stellte er allerdings nur in Dienst und absolvierte die üblichen Erprobungsfahrten. Das Kriegsende verhinderte weitere Feindfahrten.
Am 18. November 1918 wurde Mellenthin zur Verfügung der Inspektion des U-Bootwesens gestellt. Nach der Revolution im Februar 1919 schloss er sich als Kompanieführer im Sturm-Bataillon dem Freikorps von Loewenfeld an. Nachdem er Mitte November 1919 zur Verfügung der Kommandantur Kiel gestellt worden war, wurde er am 7. Januar 1920 in die Vorläufige Reichsmarine übernommen. Er diente zunächst als Flaggleutnant und stellvertretender Halbflottillen-Chef der I. Ostsee-Minensuch-Flottille. Am 16. Oktober 1920 erfolgte seine Versetzung als Adjutant zur Inspektion des Bildungswesens der Marine. Am 10. Mai 1922 wurde Mellenthin zur Verfügung der Marinestation der Ostsee gestellt und am 31. Juli 1922 mit dem Charakter als Korvettenkapitän aus dem aktiven Dienst verabschiedet.
Nach seiner Militärzeit beschäftigte er sich mit dem Handel mit Südamerika. 1923 wanderte Mellenthin nach Kolumbien aus und wurde dort ein erfolgreicher Viehzüchter und Kaffeepflanzer. Sein dabei erwirtschaftetes Vermögen legte er in Platin an und kehrte nach 16 Jahren Emigration wieder zurück in das Deutsche Reich. Hier erwarb er 1940 das Gut Wittenhagen und kurz darauf auch die nahe Domäne Conow.
Im Zuge der Vorbereitungen zum Zweiten Weltkrieg wurde Mellenthin am 1. August 1939 zur Verfügung der Kriegsmarine gestellt. Anlässlich des 25. Jahrestages der Schlacht bei Tannenberg erhielt er am 27. August 1939 den Charakter als Fregattenkapitän z. V. Nach Kriegsausbruch war er vom 14. September bis 12. Oktober 1939 kurzzeitig Kommandant des Minenschiffs Hansestadt Danzig. Anschließend stellte man ihn erneut zur Verfügung und beurlaubte ihn. Erst nach Beendigung des Westfeldzuges und der Besetzung Frankreichs wurde Mellenthin wieder verwendet, im Juni 1940 zur Rüstungsinspektion Paris kommandiert und ab 1. Juli 1940 mit der Aufstellung der Vorpostenflottille Atlantikküste beauftragt. Am 26. Juli 1940 wechselte er als Referent und Chef des Stabes zum Seetransportchef z. b. V. und erhielt am 20. August 1940 das Patent zu seinem Dienstgrad. Die Dienststelle wurde im Oktober 1940 aufgelöst. Vom 1. Januar 1941 bis zum 31. Dezember 1942 war er Chef des Stabes des Kriegsmarinearsenals Gotenhafen. Dann wurde seine Mobilmachungsbestimmung aufgehoben und Mellenthin in den Ruhestand versetzt.
Der Ehemann seiner Stieftochter Gottliebe, Heinrich Graf von Lehndorff, versteckte sich mit seiner Familie 1944 in den Waldungen von Conow, weil ihm wegen seiner Mitwirkung am Hitler-Attentat die Verhaftung drohte. Einer der dort tätigen Förster verriet sein Versteck, worauf Graf von Lehndorff verhaftet und später hingerichtet wurde. Erst im April, kurz vor dem Anrücken der Roten Armee, floh auch Hans-Joachim von Mellenthin mit seiner Gattin, zunächst nach Hamburg. 1950 ging die Familie für zehn Jahre zurück nach Kolumbien, kaufte die Hacienda Tolu und startete einen Neuanfang mit Viehzucht. 1971 starb Hans-Joachim von Mellenthin. Die Domäne Conow und das Gut Wittenhagen vermachte er zuvor noch seiner Ehefrau Sophie.
Seinem Wunsche gemäß wurde er nahe der Ostsee bei Kiel bestattet. In der Gemeinde Heikendorf im Kreis Plön steht auch das U-Boot-Ehrenmal Möltenort, das mit auf sein Betreiben errichtet wurde und an die ca. 30.000 auf See gebliebenen U-Boot-Fahrer beider Weltkriege erinnert.